# Gabriel von Max
Gabriel Cornelius Ritter von Max (né le 23 août 1840 à Prague dans le royaume de Bohême- mort le 24 novembre 1915 à Munich) est un peintre autrichien qui a été professeur d'histoire de la peinture à l'académie des beaux-arts de Munich.
Ses thèmes picturaux sont l'anthropologie, la parapsychologie et le mysticisme. Il fait partie de l'école de Munich.

## Biographie
Gabriel Max est le fils du sculpteur Joseph Max (de) et de son épouse, née Anna Schumann. Son père lui enseigne les rudiments de l'histoire de la peinture.
À l'âge de 15 ans, il entre à l'académie des beaux-arts de Prague, où il reste trois ans et est l'élève d'Eduard von Engerth (de). C'est sur sa recommandation qu'il est ensuite admis en 1858 à l'académie des beaux-arts de Vienne. Il y est l'élève de Karl von Blaas, Karl Mayer (de), Christian Ruben et Carl Wurzinger. De 1863 à 1867, il suit l'enseignement de Karl von Piloty à l'académie des beaux-arts de Munich.  
Darwiniste convaincu, Gabriel Max élève un troupeau de singes qu'il observe régulièrement et qui lui servent aussi de modèle. Son disciple le plus distingué sera le portraitiste Hans Knoechl (Prague 1852- Londres 1927).

## Œuvres
- Der Anatom (1869) (Neue Pinakothek, Munich)[2]
- Gretchen in der Walpurgisnacht (1873)
- Die Kindesmörderin (1877)
- Christus erweckt des Jairus Töchterlein (La Résurrection de la fille de Jaïre) (1878) (Musée des beaux-arts de Montréal)
- Sieg der Wahrheit (1904)
- Die Nonne im Klostergarten (Kunsthalle de Hambourg)
- Affen als Kunstrichter (Neue Pinakothek, Munich)
- Mädchen, Pilze putzend (Städtische Galerie im Lenbachhaus, Munich)
- Die Schwestern (Nationalgalerie Berlin)
- Le Martyre de sainte Ludmila, Rochester (NY), The Memorial Art Gallery of the University of Rochester, acquis en 2015 de la galerie Lawrence Steigrad, New York
- Porträt eines Mädchens (Pinacothèque nationale, Athènes)[3].

## Galerie

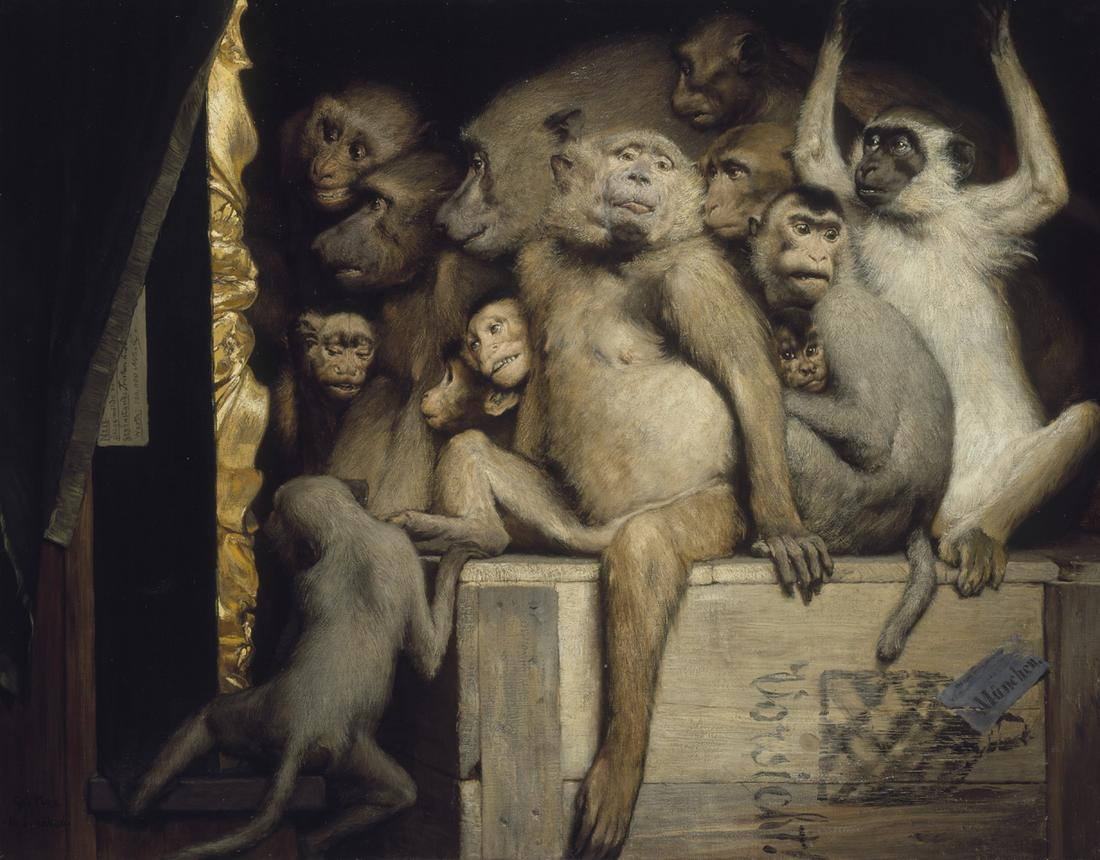
Les Singes, juges de l'art, 1889
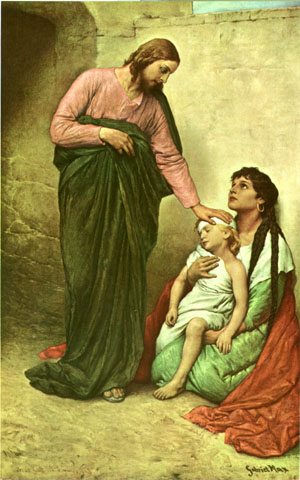
Jésus soigne les malades
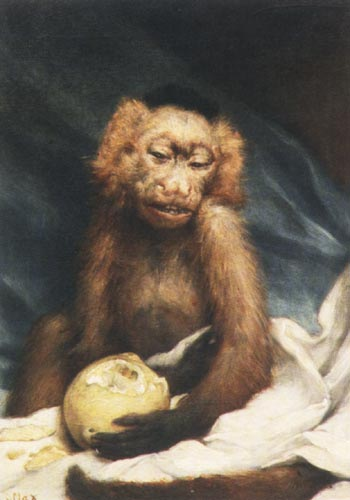
Saure Erfahrung (Expérience acide) (petit singe avec citron), vers 1890
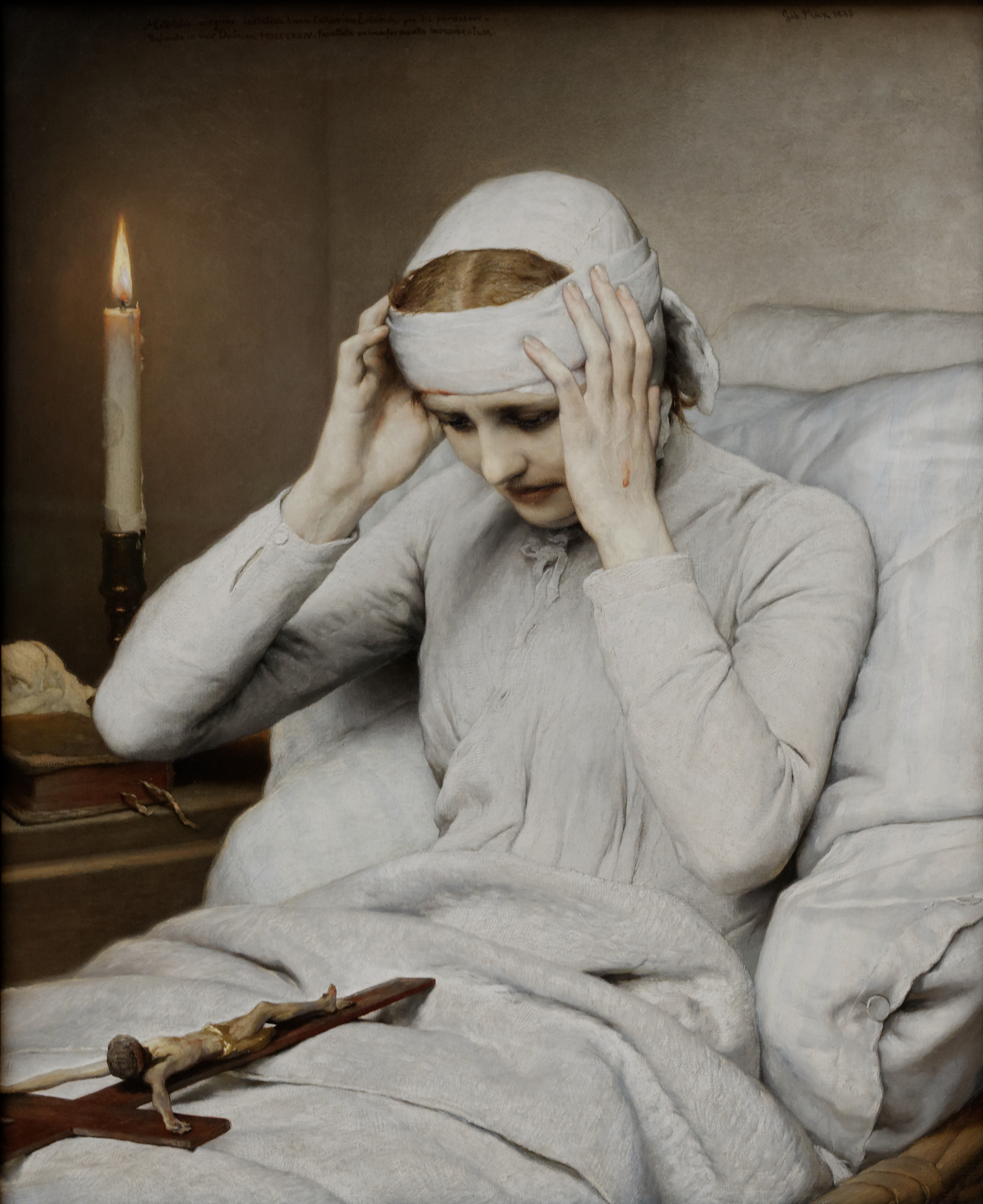
La vierge extatique Anna Katharina Emmerick, 1885
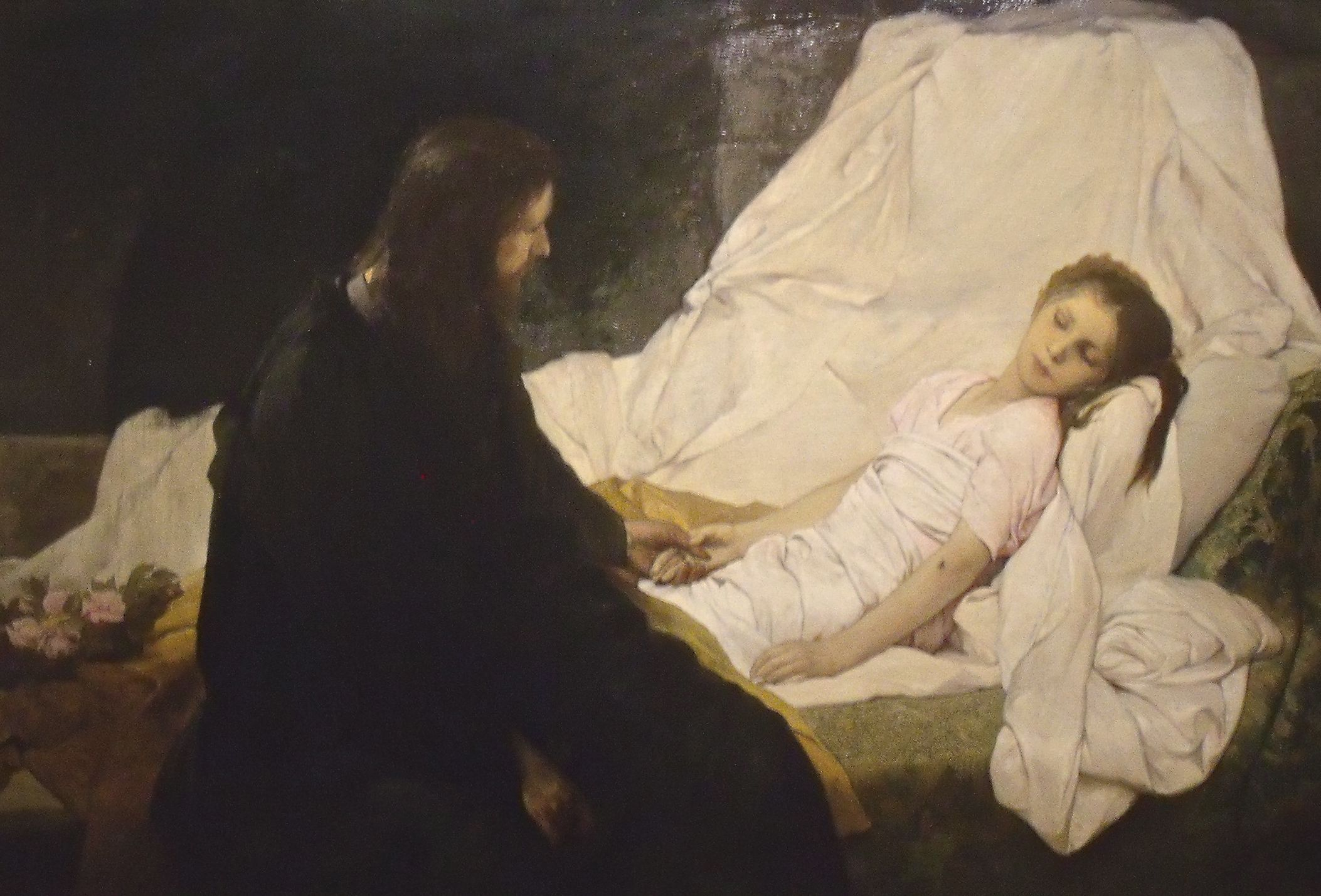
La Résurrection de la fille de Jaïre 1878, Musée des beaux-arts de Montréal, Montréal
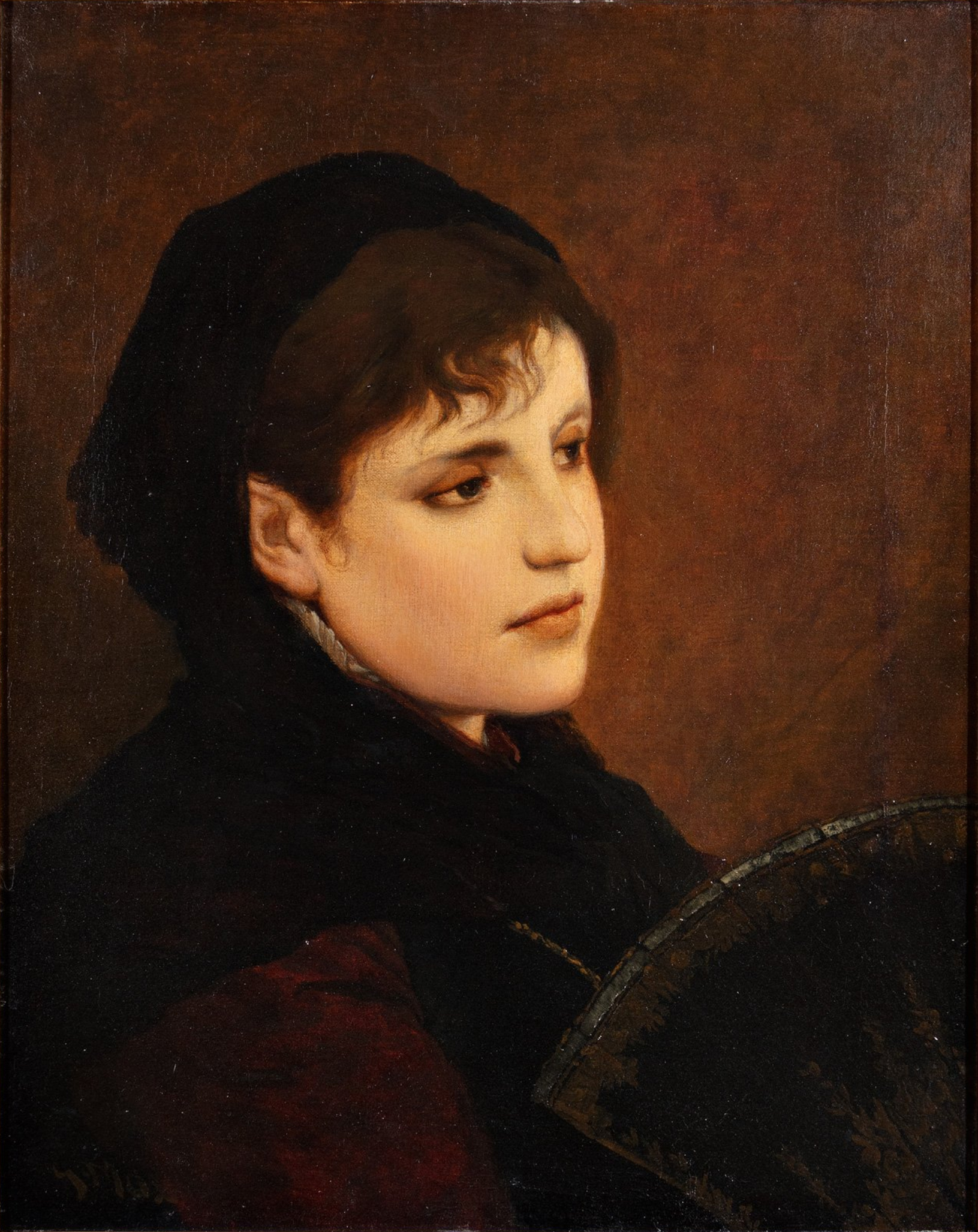
Une jeune femme espagnole avec un éventail (probablement dans les années 80 du 19ème siècle)

## Source
- (de) Cet article est partiellement ou en totalité issu de l’article de Wikipédia en allemand intitulé « Gabriel von Max » (voir la liste des auteurs).